# Фридрих Йосиас фон Саксония-Кобург-Заалфелд
Фридрих Йосиас фон Саксония-Кобург-Заалфелд (на немски: Friedrich Josias von Sachsen-Coburg-Saalfeld; * 26 декември 1737, дворец Еренбург, Кобург; † 26 февруари 1815, Кобург) от рода на Ернестинските Ветини, е принц на Саксония-Кобург-Заалфелд, имперски генерал-фелдмаршал и императорски фелдмаршал на австрийска служба. Той е роднина на британската кралица Виктория и нейния съпруг принц Алберт, на крал Леополд II от Белгия и на императрицата на Мексико Шарлота Белгийска.

## Произход и младост
Той е четвъртият син и най-малкото дете на херцог Франц Йосиас фон Саксония-Кобург-Заалфелд (1697 – 1764) и съпругата му принцеса Анна София фон Шварцбург-Рудолщат (1700 – 1780), дъщеря на княз Лудвиг Фридрих I фон Шварцбург-Рудолщат (1667 – 1718) и Анна София фон Саксония-Гота-Алтенбург (1670 – 1728). Най-големият му брат Ернст Фридрих (1724 – 1800) е херцог на Саксония-Кобург-Заалфелд.
Принцът е определен за военна кариера. Фридрих Йосиас учи езици, религия и науки. На 18 години придружава сестра си Шарлота София (1731 – 1810) за нейната женитба на 13 май 1755 г. в Шверин за наследствения принц Лудвиг фон Мекленбург (1725 – 1778).Там той посещава Росток и Магдебург и по обратния път дворовете в Хановер и Дрезден.
По случай женитбата на другата му сестра Фридерика Каролина (1735 – 1791) през 1754 г. Фридрих Йосиас получава от новия си зет маркграф Карл Александър фон Бранденбург-Ансбах-Байройт (1736 – 1806) през 1755 г. място като ритмайстер в неговия австрийски регимент. Фридрих Йосиас пътува до Виена и е представен на императрица Мария Терезия, която му дава командото на регимента.

## Военна кариера
Фридрих Йосиас участва в Седемгодишната война. На 30 юли 1766 г. става генерал-майор, на 1 май 1773 г. фелдмаршал-лейтенант. От 1778 до 1788 г. той е генералкомандант на Пресбург и през 1785 г. получава генералното командване в Галиция и Буковина. На 22 август 1786 г. кайзер Йозеф II го прави генерал на кавалерията.
Фридрих Йосиас командва войската на Галиция през турската война от 1788 до 1792 г. Бие се на 4 август 1789 г. заедно със Суворов. За победата му на 22 септември над четири пъти по-голяма главна турска войска той става фелдмаршал. След това завладява Букурещ, където на 8 ноември влиза тържествено. Така е завършено превземането на Валахай. След Мирния договор в Свищов през 1791 г. той става командващ генерал в Унгария.
- Тържественото влизане на принц Фридрих фон Саксония-Кобург в Букурещ (1789)
- Фридрих Йосиас фон Саксония-Кобург-Заалфелд

Към края на 1792 г. Фридрих Йосиас е главнокомандващ на австрийската войска през Френските революционни войни. През Първата коалиционна война той командва като имперски генерал-фелдмаршал войската на империята в Австрийска Нидерландия. На 1 март 1793 г. той побеждава французите, завладява Аахен и крепостта Маастрихт. След битката на 23 май 1793 г. той навлиза във френската територия и завладява там селища. След загуба в битката на 15 и 16 октомври 1793 г. коалиционната войска трябва да се оттегли от Фландрия. Кобург оттегля войската си през река Самбра, през зимата той е на френска територия.
Принц Фридрих Йосиас участва в 13 похода и 16 битки; в десет битки той води лично командването и губи само три битки. Той страда здравословно от крака си, не може да се качи на кон и се оттегля обратно в Кобург.

## Следващи години
В Кобург Фридрих Йосиас купува множество парцели и построява малкия дворец Bürglaß-Schlösschen, където живее и пише своята история.
- Bürglaß-Schlösschen в Кобург
- Фридрих Йосиас

След смъртта на принц Йохан Адолф фон Саксония-Гота-Алтенбург той става сеньор на ернестинския род и получава доходи. Жителите на Кобург го почитат, понеже през 1806 г. той защитава градът им от грабежи и пожари от френската войска.
Фридрих Йосиас умира на 26 февруари 1815 г. на 77 години в Кобург и е погребан там в църквата Св. Мориц.

## Памет
- Комозиторът Йохан Михаел Хайдн посвещава на принца марша Josias-Coburg-Marsch, днес известен с името „Der Coburger-Marsch“.
- Волфганг Амадеус Моцарт компонира след победата на Кобург против турците през 1789 г. „Der Sieg vom Helden Coburg“ in C-dur (KV 587).
- Кайзер Франц Йозеф I поставя на 28 февруари 1863 г. Фридрих Йосиас фон Саксония-Кобург-Заалфелд в списъка на „най-прочутите военни князе и генерали на Австрия“ и през 1868 г. му се поставя голяма статуя в дворцовия музей на оръжията във Виена.[4]

## Фамилия
Фридрих Йосиас фон Саксония-Кобург-Заалфелд се жени пр. 24 декември 1789 г. морганатически в Кобург за своята домашна помощница Тереза Щрофек. Тя е направена фрайхер. Потомците им имат титлата „фрайхер фон Роман“. Те имат един син:
- Фридрих барон фон Роман (* 24 декември 1789 в Роман, Молдавия; †14 юни 1873 в Грац), фрайхер фон Роман, женен ок. 1812 г. в Манерсдорф ам Лайтхагебирге за Терезия Вискоцил фон Грифа (* 23 декември 1790; † 31 октомври 1855)